# William Brittain
Pour les articles homonymes, voir Brittain.
William Brittain, né le 16 décembre 1930 à Rochester, dans l’État de New York, et mort le 17 décembre 2011 à Asheville, en Caroline du Nord, est un écrivain américain, spécialisé dans la nouvelle de littérature policière et, sous la signature Bill Brittain, en littérature d'enfance et de jeunesse.

## Biographie
En 1964, il publie sa première nouvelle, Joshua (Joshua) dans Alfred Hitchcock's Mystery Magazine. L’année suivante pour Ellery Queen's Mystery Magazine, il commence une série de pastiches dont les titres commencent, sauf quatre exceptions, par The Man Who Read. En 1967, il entame une nouvelle série de nouvelles consacrée à Leonard Strang, professeur de physique et de chimie dans un lycée.
Dans plusieurs nouvelles, on trouve des mystères de chambre close.
Il a écrit également des ouvrages de littérature d'enfance et de jeunesse, dont plusieurs sont de courts romans policiers, d'aventures ou fantastiques.

## Œuvre

### Nouvelles

#### SérieThe Man Who Read
- The Man Who Read John Dickson Carr (1965) Publié en français sous le titre L'Homme qui lisait John Dickson Carr, Paris, Opta, Mystère magazine no 239, décembre 1967 ; réédition dans le recueil Les Meilleures Histoires de chambres closes,  Minerve, 1988  (ISBN 2-86931-000-5)
- The Man Who Read Ellery Queen (1965) Publié en français sous le titre L'Homme qui lisait Ellery Queen, Paris, Opta, Mystère magazine no 240, janvier 1968
- The Man Who Didn't Read (1966)
- The Woman Who Read Rex Stout (1966) Publié en français sous le titre La Femme qui lisait Rex Stout, Paris, Opta, Mystère magazine no 245, juin 1968
- The Boy Who Read Agatha Christie (1966) Publié en français sous le titre Le Garçon qui lisait Agathe Christie, dans le recueil Mystère 91 : Les dernières nouvelles du crime, Paris, Éditions du Masque, 1991  (ISBN 2-702-42160-1)
- The Man Who Read Sir Arthur Conan Doyle (1969) Publié en français sous le titre L'Homme qui lisait Sir Arthur Conan Doyle, Paris, Opta, Mystère magazine no 252, février 1969
- The Man Who Read G. K. Chesterton (1973)
- The Man Who Read Dashiell Hammett (1974)
- The Man Who Read Georges Simenon (1975)
- The Girl Who Read John Creasey (1975)
- The Men Who Read Isaac Asimov (1978)

#### SérieLeonard Strang
- Mr. Strang Gives a Lecture (1967)
- Mr. Strang Performs an Experiment (1967) Publié en français sous le titre M. Strang se livre à une expérience, Paris, Opta, Mystère magazine no 241, février 1968
- Mr. Strang Finds the Answers (1967)
- Mr. Strang Sees a Play (1968)  Publié en français sous le titre Du chaudron des sorcières, Paris, Opta, Mystère magazine no 250, décembre 1968
- Mr. Strang Takes a Field Trip (1968) Publié en français sous le titre M. Strang et la promenade scolaire, Paris, Optam Mystère magazine no 255, mai 1969
- Mr. Strang Pulls a Switch (1969) Publié en français sous le titre M. Strang manœuvre un aiguillage, Paris, Opta, Mystère magazine no 274, décembre 1970
- Mr. Strang Takes a Hand (1970)
- Mr. Strang Lifts a Glass (1971) Publié en français sous le titre M. Strang prend un verre, Paris, Opta, Mystère magazine no 288, février 1972
- Mr. Strang Finds an Angle (1971) Publié en français sous le titre M. Strang trouve l’angle, Paris, Opta, Mystère magazine no 291, mai 1972
- Mr. Strang Hunts a Bear (1971)
- Mr. Strang Checks a Record (1972)
- Mr. Strang Finds a Car (1972)
- Mr. Strang versus the Snowman (1972)
- Mr. Strang Examines a Legend (1973)
- Mr. Strang Invents a Strange Device (1973) Publié en français sous le titre M. Strang invente un surprenant stratagème, Paris, Opta, Mystère magazine no 311, janvier 1974
- Mr. Strang Follows Through (1973)
- Mr. Strang Discovers a Bug (1973) Publié en français sous le titre M. Strang découvre le micro clandestin, Paris, Opta, Mystère magazine no 326, avril 1975
- Mr. Strang Under Arrest (1974)
- Mr. Strang and the Cat Lady (1975)
- Mr. Strang Picks Up The Pieces (1975)
- Mr. Strang, Armchair Detective (1975)
- Mr. Strang Battles a Deadline (1976)
- Mr. Strang Accepts a Challenge (1976)
- Mr. Strang Buys a Big H (1978)
- Mr. Strang Unlocks a Door (1981)
- Mr. Strang Interprets a Picture (1981)
- Mr. Strang Grasps at Straws (1981)
- Mr. Strang and the Lost Ship (1982)
- Mr. Strang Takes a Partner (1982) Publié en français sous le titre Le Nouvel Associé de M. Strang, dans le recueil Mystère 89 : les dernières nouvelles du crime, Paris, LGF, Le Livre de poche no 6561, 1989  (ISBN 2-253-04814-3)
- Mr. Strang Studies Exhibit A (1982)
- Mr. Strang and the Purloined Memo (1983)
- Mr. Strang Takes a Tour (1983)

#### Autres nouvelles
- Joshua (1964) Publié en français sous le titre Joshua, dans le recueil Histoires à donner des sueurs froides, Paris, Presses Pocket no 2116, 1984  (ISBN 2-266-01338-6)
- The Zaretski Chain (1968)
- The Second Sign in the Melon Patch (1969) Publié en français sous le titre La Deuxième Pancarte dans le carré de melons, Paris, Opta, Mystère magazine no 256, juin 1969
- That Day on the Knob (1969)
- Hand (1969) Publié en français sous le titre La Main, dans le recueil Histoires à faire dresser les cheveux sur la tête, Paris, Presses Pocket no 2116, 1984  (ISBN 2266014897)
- Just About Average (1970) Publié en français sous le titre Dans la moyenne, Paris, Opta, Alfred Hitchcock magazine no 114, novembre 1970
- Falling Object (1971) Publié en français sous le titre Le Projectile, Paris, Opta, Mystère magazine no 284, octobre 1971
- A Gallon of Gas (1971) Publié en français sous le titre Un gallon d'essence, Paris, Polar no 4, 1979 ; réédition sous le titre Un bidon de super, dans le recueil Histoire à faire froid dans le dos, Paris, Presses Pocket no 2115, 1983  (ISBN 2266069012)
- The Driver (1972) Publié en français sous le titre Le Champion, Paris, Opta, Alfred Hitchcock magazine no 133, juin 1972 ; réédition sous le titre L'Automobiliste, dans le recueil Histoires fascinantes, Paris, Presses Pocket no 2366, 1986  (ISBN 2-266-01843-4)
- Winken, Blynken and Nod (1972) Publié en français sous le titre Winken, Blynken et Nod, dans le recueil 14 histoires de meurtres, Paris, Éditions Chantecler, 1979
- The Artificial Liar (1972) Publié en français sous le titre La Mort de Marley, Paris, Opta, Alfred Hitchcock magazine no 138, novembre 1972 ; réédition sous le titre Le Menteur artificiel, dans le recueil Histoires à faire pâlir la nuit, Paris, Presses Pocket no 2362, 1985  (ISBN 2-266-01611-3)
- A State of Preparedness (1973) Publié en français sous le titre Toujours prêt, Paris, Opta, Alfred Hitchcock magazine no 156, mai 1974
- The Sonic Boomer (1973) Publié en français sous le titre Nec-plus-Ultrasons, dans le recueil Histoires en rouge et noir, Paris, Presses Pocket no 2825, 1989  (ISBN 2-266-02697-6)
- The Scarab Ring (1973)
- A State of Preparedness (1973)
- The Platt Avenue Irregulars (1973)
- He Can’t Die Screaming (1974) Publié en français sous le titre Le Courage d'être un homme, Paris, Opta, Alfred Hitchcock magazine no 158, juillet 1974
- Waiting for Harry (1974)
- The Impossible Footprint (1974)
- I'm Back, Little Sister (1974)
- Yellowbelly (1975)
- Historic Errors (1976)
- A Private Little War (1976)
- One Big Happy Family (1976)
- The Second Reason (1977)
- The Ferret Man (1977)

#### Nouvelles signées James Knox
- The Last Word (1968)
- Mr. Lightning (1968)

#### Nouvelle signée Roy Carroll
- The Button (1973) Publié en français sous le titre Le Bouton, Paris, Opta, Alfred Hitchcock magazine no 158, juillet 1974

### Littérature d’enfance et de jeunesse

#### SérieCoven Tree
- Devil's Donkey (1981)
- The Wish Giver (en): three tales of Coven Tree (1983)
- Dr. Dredd's Wagon of Wonders (1987)
- Professor Popkin's Prodigious Polish: a tale of Coven Tree (1990)

#### Autres ouvrages d'enfance et de jeunesse[1]
- All The Money In The World (1979)
- Who Knew There'd Be Ghosts? (1985)
- The Fantastic Freshman (1988)
- My Buddy, The King (1989)
- Wings (1991)
- The Ghost From Beneath The Sea (1992)
- The Mystery of The Several Sevens (1994)
- The Wizards and The Monster (1994)
- Shape-Changer (1994)

### Autres publications
- Monarch illustrated guide to survival outdoors (1977)
- Sherlock Holmes, Master Detective (1982), une étude par William Brittain d'un choix de nouvelles d'Arthur Conan Doyle
- Without a Map : searching for who you are (1993)

## Sources
: document utilisé comme source pour la rédaction de cet article.
- Claude Mesplède (dir.), Dictionnaire des littératures policières, vol. 1 : A - I, Nantes, Joseph K, coll. « Temps noir », 2007, 1054 p. (ISBN 978-2-910-68644-4, OCLC 315873251), p. 302-303